# 矢崎勘十
矢崎 勘十（やざき かんじゅう、1893年3月5日 - 1969年6月23日）は大日本帝国陸軍軍人。最終階級は陸軍中将。

## 経歴
- 1893年（明治26年）3月5日－出生
- 1911年（明治44年）12月1日－士官候補生・歩兵第58連隊附
- 1912年（大正元年）12月1日－陸軍士官学校入校
- 1914年（大正3年）5月28日－	陸軍士官学校卒業（26期）
- 1914年（大正3年）12月25日－陸軍歩兵少尉・歩兵第58連隊附
- 1918年（大正7年）7月－陸軍歩兵中尉
- 1919年（大正8年）9月－陸軍歩兵学校附
- 1921年（大正10年）12月14日－陸軍大学校（36期）入校
- 1924年（大正13年）3月－陸軍歩兵大尉
- 1924年（大正13年）11月29日－陸軍大学校卒業・歩兵第58連隊中隊長
- 1925年（大正14年）5月－歩兵第50連隊中隊長
- 1926年（大正15年）3月－ 陸軍歩兵学校教官
- 1928年（昭和3年）1月－ 中国東北軍応聘武官（奉天）
- 1929年（昭和4年）1月－歩兵第47連隊附
- 1929年（昭和4年）8月－陸軍歩兵少佐・歩兵第47連隊大隊長
- 1930年（昭和5年）8月－陸軍歩兵学校教官
- 1931年（昭和6年）5月－中国東北軍應聘武官
- 1931年（昭和6年）9月－関東軍司令部附
- 1932年（昭和7年）2月－歩兵第33連隊附
- 1932年（昭和7年）9月－混成第14旅団参謀
- 1934年（昭和9年）4月－戦車第2連隊附
- 1934年（昭和9年）8月－陸軍歩兵中佐
- 1936年（昭和11年）8月－陸軍戦車学校附
- 1936年（昭和11年）12月1日－第14師団参謀
- 1938年（昭和13年）1月1日－留守第14師団司令部附
- 1938年（昭和13年）3月1日－陸軍歩兵大佐
- 1938年（昭和13年）6月2日－東京帝国大学配属将校
- 1938年（昭和13年）11月18日－第108師団参謀長
- 1940年（昭和15年）2月－留守第8師団司令部附
- 1940年（昭和15年）3月9日－広東特務機関長
- 1940年（昭和15年）12月2日－陸軍少将
- 1942年（昭和17年）1月－香港総督府総務部長
- 1944年（昭和19年）6月27日－陸軍中将
- 1944年（昭和19年）8月30日－汪兆銘政権最高軍事顧問
- 1945年（昭和20年）4月23日－教育総監部附
- 1945年（昭和20年）6月1日から10月11日－ 第321師団長
- 1945年（昭和20年）－第321師団終戦業務処理委員長
- 1945年（昭和20年）12月－予備役編入
- 1947年（昭和22年）11月28日、公職追放仮指定を受けた[1]。
- 1969年（昭和44年）6月23日－没